# Volkswagen Passat B9
La neuvième génération de la Volkswagen Passat est présentée fin août 2023 puis exposée au salon de l'automobile de Munich en septembre. Pour la première fois de son histoire, elle n'est disponible qu'en version break dénommée SW, Estate ou Variant selon le marché.

## Motorisations

### Essence
| Logo de Volkswagen                  | 1.5 eTSI ACT                                     | 2.0 TSI                                          | 2.0 TSI 4Motion                                  |
| ----------------------------------- | ------------------------------------------------ | ------------------------------------------------ | ------------------------------------------------ |
| commercialisation                   | 11/2023                                          | 11/2023                                          | 04/2024                                          |
| Code moteur                         | VW EA 211 evo2                                   | VW EA888                                         | VW EA888                                         |
| Type, Cylindres/Soupapes            | 4 en ligne/16 soupapes, Turbo, injection directe | 4 en ligne/16 soupapes, Turbo, injection directe | 4 en ligne/16 soupapes, Turbo, injection directe |
| Cylindrée                           | 1498 cm³                                         | 1984 cm³                                         | 1984 cm³                                         |
| puissance max. au régime en min−1   | 110 kW (150 PS) / 5000                           | 150 kW (204 PS) / 5000                           | 195 kW (265 PS) / 5000                           |
| couple max. au régime en min−1      | 250 Nm/1500–3500                                 | 320 Nm/1500                                      | 400 Nm/1650–4350                                 |
| Transmission                        | Traction                                         | Traction                                         | intégrale                                        |
| boite de vitesses                   | automatique 7-rapports-DSG                       | automatique 7-rapports-DSG                       | automatique 7-rapports-DSG                       |
| Poids à vide                        | 1572 kg                                          |                                                  | 1762 kg                                          |
| Charge maximale                     | 558 kg                                           |                                                  | 538 kg                                           |
| accélération de 0–100 km/h          | 9,3 s                                            | 7,5 s                                            | 5,8 s                                            |
| Vitesse max                         | 222 km/h                                         | 232 km/h                                         | 250 km/h                                         |
| consommation pour 100 km (combinée) | 5,4 l Super                                      |                                                  | 8,0 l Super                                      |
| Émission de CO2                     | 123 g/km                                         |                                                  | 182 g/km                                         |
| Norme                               | Euro 6e (EA)                                     | Euro 6e (EA)                                     | Euro 6e (EA)                                     |

### Plug-in-Hybride
| Commercialisation                   | 03/2024                                     | 03/2024                                     |                                             |                                             |
| Code moteur                         | VW EA 211 evo2                              | VW EA 211 evo2                              |                                             |                                             |
| Type de moteur                      | 4 en ligne/16-soupapes, Turbo et électrique | 4 en ligne/16-soupapes, Turbo et électrique | 4 en ligne/16-soupapes, Turbo et électrique | 4 en ligne/16-soupapes, Turbo et électrique |
| Cylindrée                           | 1498 cm³                                    | 1498 cm³                                    |                                             |                                             |
| puissance max. au régime en min−1   | 110 kW (150 PS) / 5500                      | 130 kW (177 PS) / 5500                      |                                             |                                             |
| puissance max. (Électrique)         | 85 kW (115 PS)                              | 85 kW (115 PS)                              |                                             |                                             |
| puissance max. combinée             | 150 kW (204 PS)                             | 200 kW (272 PS)                             |                                             |                                             |
| couple max. au régime en min−1      | 250 Nm/1500                                 | 250 Nm/1500                                 |                                             |                                             |
| couple max. (Électrique)            | 330 Nm                                      | 330 Nm                                      |                                             |                                             |
| couple max. combiné                 | 350 Nm                                      | 400 Nm                                      |                                             |                                             |
| Transmission                        | Traction                                    | Traction                                    |                                             |                                             |
| Boite de vitesse                    | automatique 6-rapports-DSG                  | automatique 6-rapports-DSG                  |                                             |                                             |
| Poids à vide                        | 1838 kg                                     | 1855 kg                                     |                                             |                                             |
| Charge maximale                     | 512 kg                                      | 505 kg                                      |                                             |                                             |
| accélération de 0–100 km/h          | 8,0 s                                       | 7,4 s                                       |                                             |                                             |
| Vitesse max.                        | 220 km/h                                    | 225 km/h                                    |                                             |                                             |
| consommation pour 100 km (combinée) | 0,4 l Super                                 | 0,4 l Super                                 |                                             |                                             |
| Émission de CO2                     | 8–9 g/km                                    | 9–10 g/km                                   |                                             |                                             |
| Norme                               | Euro 6e (EA)                                | Euro 6e (EA)                                |                                             |                                             |

### Diesel
| Logo de Volkswagen                  | 2.0 TDI                          | 2.0 TDI                          | 2.0 TDI 4Motion                  |
| ----------------------------------- | -------------------------------- | -------------------------------- | -------------------------------- |
| Commercialisation                   | 03/2024                          | 11/2023                          | 03/2024                          |
| Code Moteur                         | VW EA288 evo                     | VW EA288 evo                     | VW EA288 evo                     |
| Type de moteur                      | R4/16-Diesel, Turbo, Common-Rail | R4/16-Diesel, Turbo, Common-Rail | R4/16-Diesel, Turbo, Common-Rail |
| Cylindrée                           | 1968 cm³                         | 1968 cm³                         | 1968 cm³                         |
| puissance max. au régime en min−1   | 90 kW (122 PS) / 2750            | 110 kW (150 PS) / 3000           | 142 kW (193 PS) / 3400           |
| couple max. au régime en min−1      | 320 Nm/1600                      | 360 Nm/1600–2750                 | 400 Nm/1750–3250                 |
| Transmission                        | Traction                         | Traction                         | Intégrale                        |
| Boite de vitesse                    | automatique 7-rapports-DSG       | automatique 7-rapports-DSG       | automatique 7-rapports-DSG       |
| Poids à vide                        | 1668 kg                          | 1678 kg                          | 1763 kg                          |
| Charge maximale                     | 572 kg                           | 562 kg                           | 557 kg                           |
| accélération de 0–100 km/h          | 10,9 s                           | 9,3 s                            | 7,6 s                            |
| Vitesse max.                        | 211 km/h                         | 223 km/h                         | 232 km/h                         |
| consommation pour 100 km (combinée) | 4,9 l Diesel                     | 4,9–5,1 l Diesel                 | 5,7–5,8 l Diesel                 |
| Émission de CO2                     | 129 g/km                         | 129–135 g/km                     | 149–152 g/km                     |
| Norme                               | Euro 6e (EA)                     | Euro 6e (EA)                     | Euro 6e (EA)                     |